# Симбоєнь
Симбоєнь, Симбоєні (рум. Sâmboieni) — село у повіті Клуж в Румунії. Входить до складу комуни Синмартін.
Село розташоване на відстані 328 км на північний захід від Бухареста, 44 км на північний схід від Клуж-Напоки.

## Населення
За даними перепису населення 2002 року у селі проживали 198 осіб. Усі жителі села рідною мовою назвали румунську.
Національний склад населення села:
| Національність | Кількість осіб | Відсоток |
| -------------- | -------------- | -------- |
| румуни         | 192            | 97,0%    |
| цигани         | 6              | 3,0%     |